# Jacques Dufour (homme politique)
Pour les articles homonymes, voir Dufour.
Jacques Dufour est un homme politique français né le 2 janvier 1850 à Issoudun (Indre) et décédé le 27 avril 1913 à Paris.

## Biographie
Fils d'un marchand « fripier » républicain, commerçant en fripes puis en chaussures, il est élu conseiller municipal d'Issoudun dès 1881. Militant mutuelliste et coopérateur, socialiste, il s'engage dans le Comité révolutionnaire central blanquiste.
Élu conseiller général dans le canton d'Issoudun-Nord en 1889, il est élu puis maire d'Issoudun en 1892. Il est un des premiers maires socialistes d'une ville importante de France.
Il est député de l'Indre en 1898 et adhère, aussitôt après, au Parti ouvrier français (POF) de Jules Guesde, qu'il suit, en 1902 au Parti socialiste de France. Participant à tous les congrès tendant à l'unification socialiste, il est, en 1905, un des fondateurs du Parti socialiste unifié (SFIO). Il est constamment réélu député jusqu'à sa mort.

## notes et références
1. ↑  Notice « DUFOUR, Jacques », par Jean-Luc Labé, Le Maitron en ligne.
2. ↑  Claude Willard, Les guesdistes, éditions sociales, 1965, notice « DUFOUR, Jacques, Issoudun », p. 621.

## Sources
- « Jacques Dufour (homme politique) », dans le Dictionnaire des parlementaires français (1889-1940), sous la direction de Jean Jolly, PUF, 1960 [détail de l’édition]